# Helmut Arndt (Ökonom)
Helmut Hoyer Arndt (* 11. Mai 1911 in Königsberg; † 27. Oktober 1997 in Berlin) war ein deutscher Wirtschaftswissenschaftler.

## Leben
Helmut Arndt promovierte 1946 in Marburg und lehrte in den USA, in Istanbul und ab 1953 an der TU Darmstadt Volkswirtschaftslehre. 1957 ging er an die Freie Universität Berlin. Hier wurde er Professor für allgemeine Volkswirtschaftslehre und Volkswirtschaftspolitik. Diese Position hatte er bis zu seiner Emeritierung 1978 inne. Zudem war er Direktor des Instituts für Konzentrationsforschung, Direktor des Instituts für Volkswirtschaftslehre und Direktor der Volkswirtschaftlichen Bibliothek an der FU Berlin.
Helmut Arndt war der Sohn des Juristen und Hochschullehrers G. Adolf Arndt und der Bruder von Adolf Arndt. Verheiratet war Helmut Arndt mit Elfriede Charlotte Arndt, geb. Krause. Das Ehepaar hatte zwei Kinder.

## Auszeichnungen
- 1979: Großes Silbernes Ehrenzeichen für Verdienste um die Republik Österreich[1]